# Diamond D-Jet
Dimensions
Le Diamond D-Jet devait être un jet monomoteur produit par Diamond Aircraft. Son développement a été interrompu.

## Histoire
Le Diamond D-Jet est un jet de 5 places. Il est équipé d'un unique réacteur Williams FJ33-4A-19, situé sous le fuselage, avec deux entrées d'air sur les ailes. L'avionique est composée du Garmin G1000.
Le premier vol est effectué par le pilote d'essai français Gérard Guillaumaud (en) le 18 avril 2006.
Le développement de l'avion est ralenti par les difficultés financières de Diamond Aircraft à la suite de la Grande Récession de 2008 puis suspendu à plusieurs reprises en 2011 et 2013.

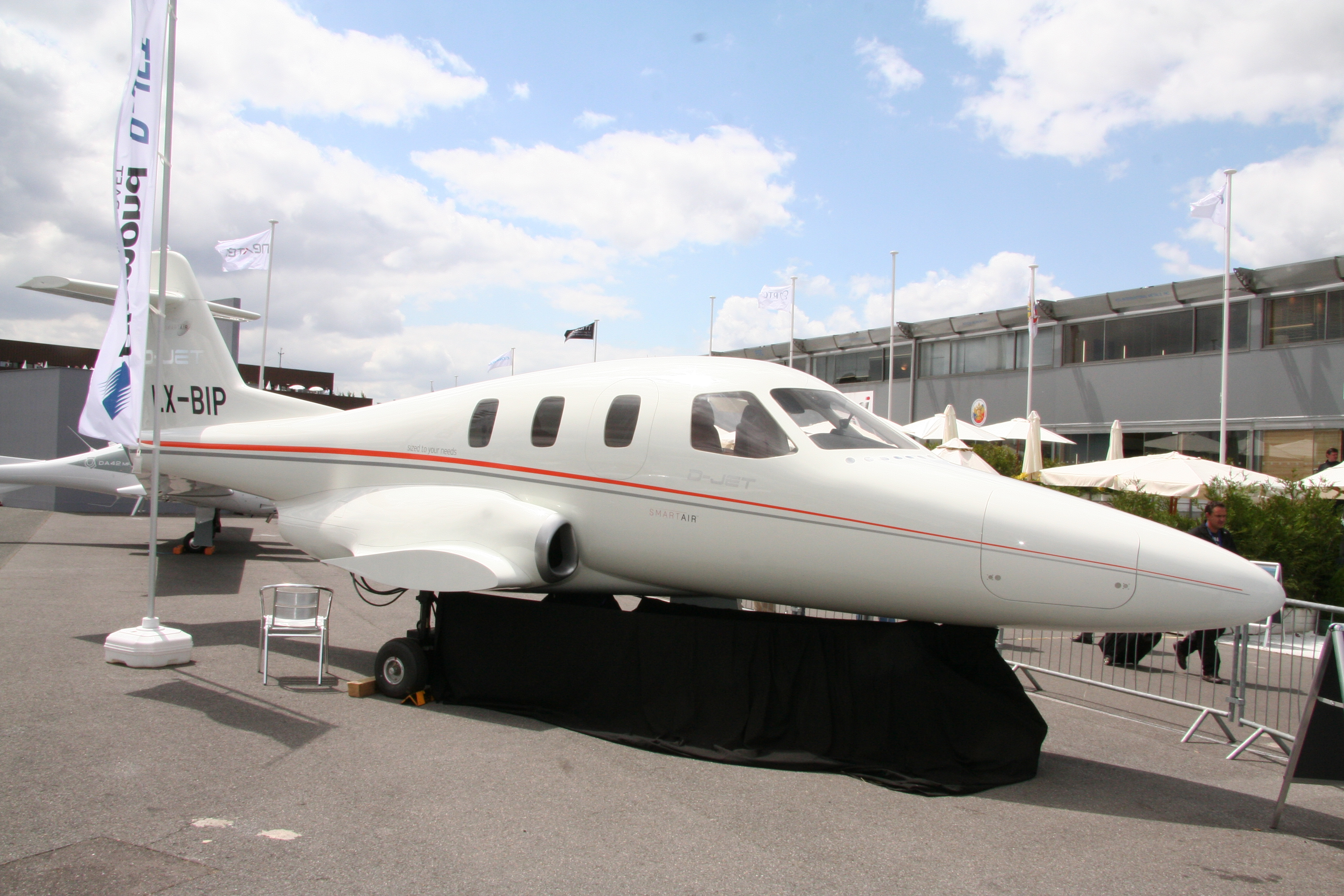
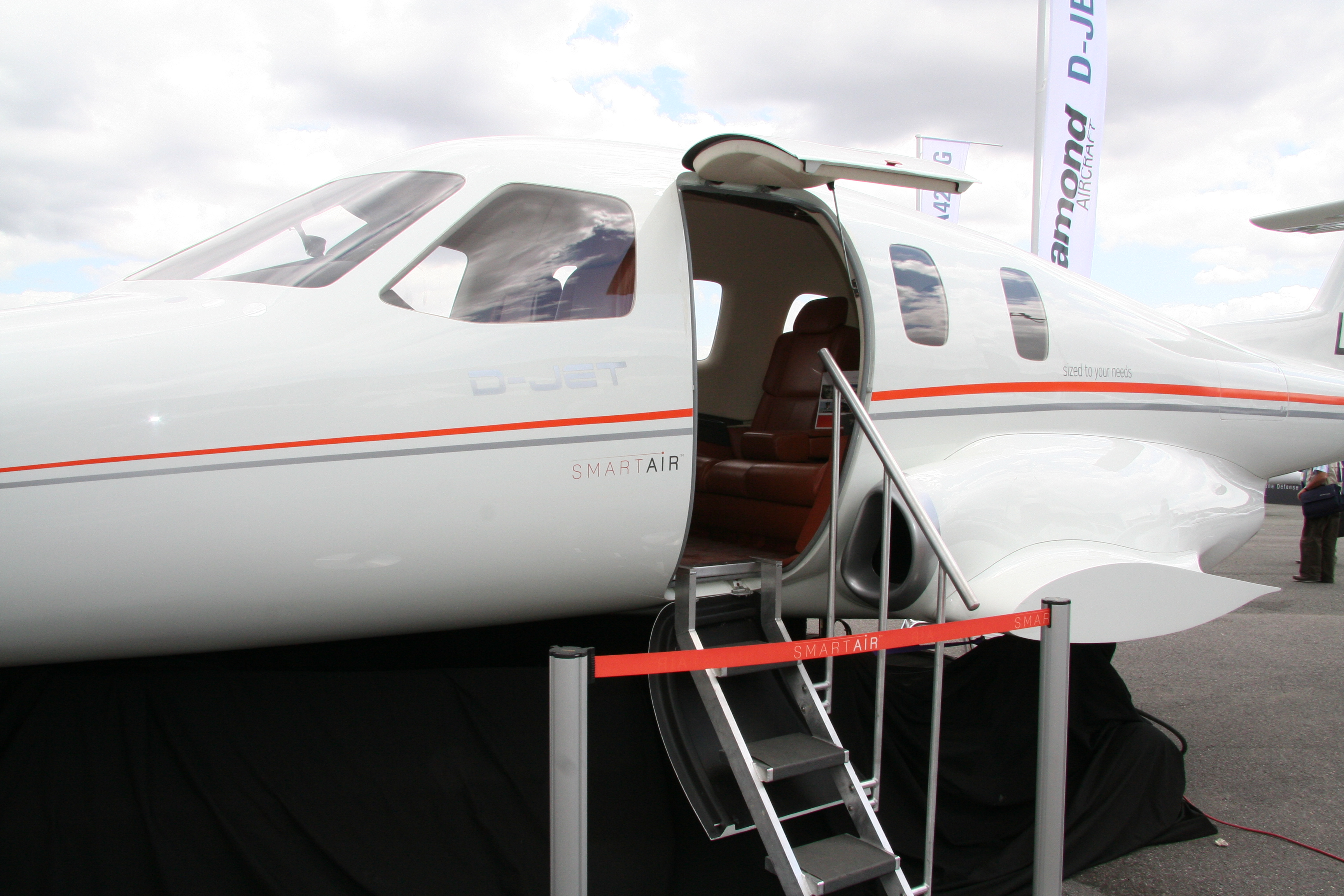
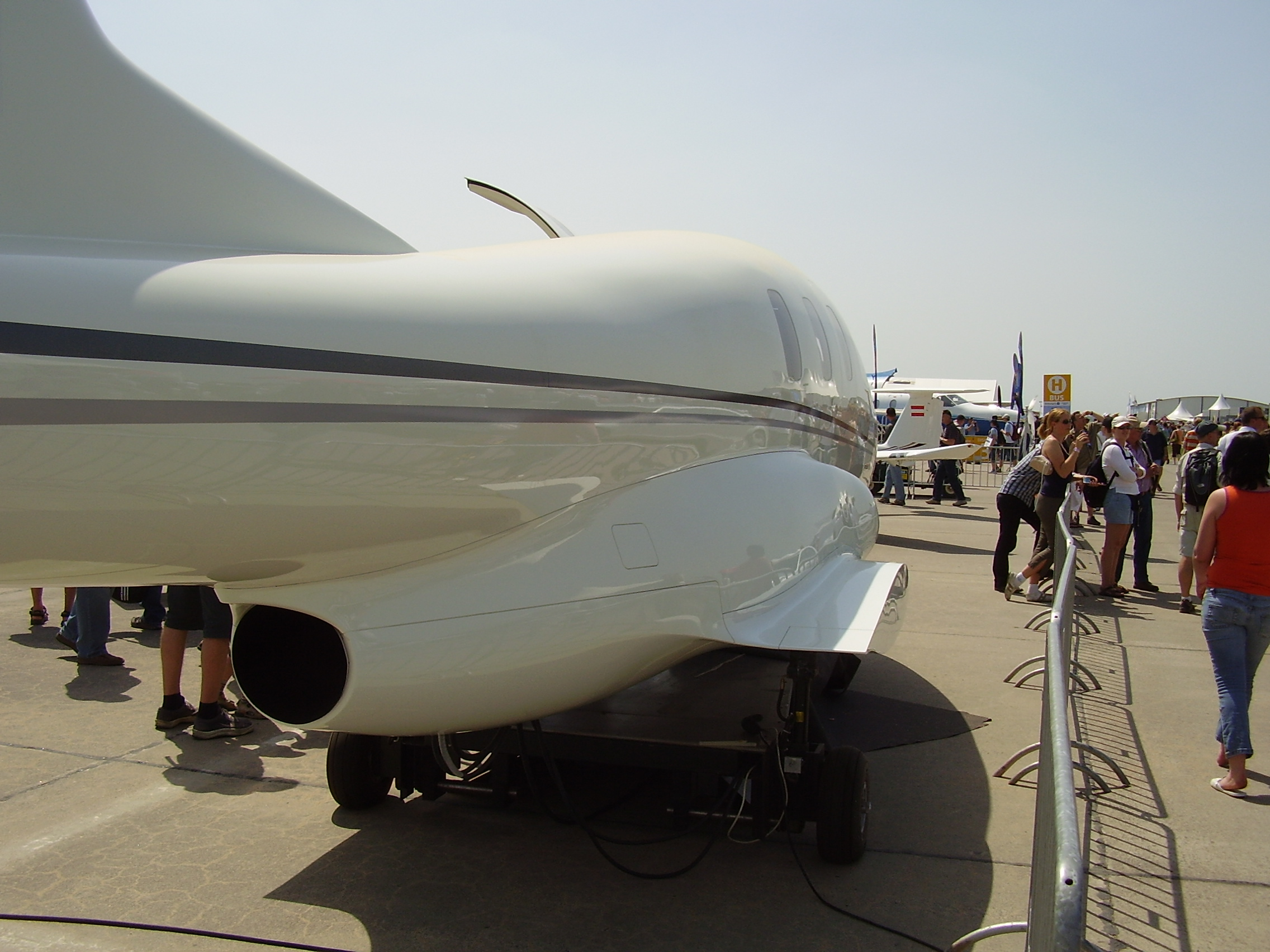